# パウル・クレッチマー
パウル・クレッチマー（Paul Kretschmer、1866年5月2日 - 1956年3月9日）は、ドイツの言語学者。インド・ヨーロッパ語族の専門家だが、とくにギリシア語の歴史に関する著書によって知られる。

## 略歴
クレッチマーはベルリンに生まれた。1884年にベルリン大学に入学して、ヨハネス・シュミットにインド・ヨーロッパ語族の比較言語学を、カール・ロバートに考古学を、ヘルマン・ディールスに古典文献学を学んだ。1889年にギリシア語文法に関する論文によって博士の学位を、1891年にインド・ヨーロッパ語族のアクセントと音声の研究で教授資格を得た。
1897年にマールブルク大学のインド・ヨーロッパ語族比較文法の員外教授に就任した。1899年にはウィーン大学の比較言語学正教授に就任し、1937年に退官するまでその任にあった。1956年にウィーンで没した。
クレッチマーは1907年に学術雑誌『Glotta』を創刊した
。

## 主な業績
クレッチマーのもっとも有名な著書は1896年の『ギリシア語史導論』である。この書物において、基層言語として原ギリシア語に影響を及ぼしたであろう諸言語について考察している。クレッチマーが論じたのはトラキア人およびフリュギア人、イリュリア人、古代マケドニア人などであるが、中でも小アジアの諸言語について詳細に述べている。クレッチマーはギリシアに見られる -nth-, -nd- などを含む地名が小アジアの言語にも見られること、小アジアに Ba, Baba, Aba, Abba のような音形を持つ幼児語的な名前(Lallnamen)が見られることに注目している。
- Einleitung in die Geschite der griechischen Sprache. Göttingen: Vandenhoeck und Ruprecht. (1896)

現在でも有名なクレッチマーの説に、ドナウ川、ドニエストル川、ドニエプル川、ドン川などの川の名をスキタイ語起源と解釈したことがある。
- “Zum Balkan-Skythischen”. Glotta 24 (1):  1-56. (1935). JSTOR 40265408.